# Чень Чен (плавець)
Чень Чен (10 лютого 1992) — китайський плавець.
Учасник Олімпійських Ігор 2012 року, де в попередніх запливах на дистанції 200 метрів брасом посів 33-тє місце і не потрапив до півфіналів.